# Paul Eling
Paulus Alphons Theresia Maria (Paul) Eling (1951) is een Nederlandse neuropsycholoog en gepensioneerd universitair hoofddocent aan de Radboud Universiteit in Nijmegen met als expertisegebieden taal, leren en geheugen, en de geschiedenis van de neurowetenschappen.

## Levensloop
Eling studeerde Psychologische Functieleer aan de Katholieke Universiteit Nijmegen en promoveerde in 1983 aan deze universiteit op het proefschrift Studies on laterality: Controversial issues in the approach of hemisphere specialization. Vervolgens was hij verbonden aan het Max-Planck-Instituut in Nijmegen, waarna hij in 1985 als universitair docent aan de Nijmeegse universiteit werd aangesteld. Hij was in 1984 mede-oprichter van de afstudeerrichting Neuro- en Revalidatiepsychologie aan deze universiteit. In 2002 werd hij universitair hoofddocent aan de Radboud Universiteit. Eling redigeerde en schreef diverse handboeken op het gebied van de neuropsychologie en is (mede-)auteur van meer dan 150 internationale wetenschappelijke artikelen. Hij was tot 2016 redacteur van het Tijdschrift voor Neuropsychologie, waarin hij ook vele Nederlandstalige artikelen publiceerde. Na zijn pensionering werkte hij samen met Stanley Finger aan een boek over Franz Joseph Gall, dat in 2019 verscheen bij Oxford University Press onder de titel Franz Joseph Gall: Naturalist of the mind, visionary of the brain. Voor dit boek ontvingen zij als auteurs in 2022 de Outstanding Book in the History of the Neurosciences Award van de International Society for the History of the Neurosciences (ISHN). In 2021 ontving Eling de Betto Deelmanprijs voor zijn verdiensten voor de Nederlandse neuropsychologie en in 2023 de Lifetime Achievement Award van de ISHN.